# Епархия Таллина
Епархия Таллина (лат. Dioecesis Tallinn), до 26 сентября 2024 года Апостольская администратура Эстонии (лат. Administratio Apostolica Estoniensis) — епархия Римско-католической церкви с центром в городе Таллин, Эстония. Епархия Таллина распространяет свою юрисдикцию на всю территорию Эстонии. Подчиняется непосредственно Святому Престолу. Кафедральным собором епархии Таллина является церковь святых Петра и Павла.

## История
1 ноября 1924 года Святой Престол учредил апостольскую администратуру Эстонии, выделив её из Рижской архиепархии. На 1924 год в Эстонии проживали 2535 католиков, сгруппированных в три прихода: в Ревеле (983 человека), в Нарве (269 человек, их окормлял ревельский священник) и в Тарту (218 человек, местный священник также окормлял 70 католиков города Валга). В 1933 году были установлены отношения между Эстонией и Ватиканом: поверенным Ватикана в делах в Эстонии по совместительству стал нунций в Литве Антонино Арата (с июля 1935 года нунций), а послом Эстонии в Ватикане Отто Страндман.
Во время советской власти с 1945 по 1992 год кафедра апостольской администратуры была вакантной. 
С 1992 по 2005 год кафедру Апостольской администратуры по совместительству занимали апостольские нунции, назначаемые Святым Престолом для дипломатической службы в Латвии, Литве и Эстонии.
26 сентября 2024 года Папа римский Франциск возвёл апостольскую администратуру Эстонии в ранг епархии и дал ей название епархия Таллина.

## Ординарии апостольской администратуры
- Епископ Антонино Дзеккини (1.11.1924 — 11.05.1931) — апостольский администратор;
- архиепископ Эдуард Профитлих (11.05.1931 — 22.02.1942) — апостольский администратор;
  - Sede vacante (1945 — 1992);
- архиепископ Хусто Мульор Гарсия  (15.04.1992 — 2.04.1997) — апостольский администратор, назначен апостольским нунцием в Мексике;
- архиепископ Эрвин Йозеф Эндер (9.08.1997 — 19.05.2001) — апостольский администратор, назначен апостольским нунцием в Чехии;
- архиепископ Петер Штефан Цурбригген (15.11.2001 — 23.03.2005) — апостольский администратор, назначен апостольским нунцием в Австрии;
- епископ Филипп Жан-Шарль Журдан (1.04.2005 — 26.09.2024).

## Епископ Таллина
- Епископ Филипп Жан-Шарль Журдан (26 сентября 2024 — по настоящее время).

## Комментарии
1. ↑  Эстонские топонимы, оканчивающиеся на -а, не склоняются и не имеют женского рода (исключение — Нарва)[1].